# 湯浅泰正
湯浅 泰正（ゆあさ やすまさ、1964年3月18日 - ）は、日本のラグビー指導者。現在京都成章高校ラグビー部の総監督を務めている。

## プロフィール
- 京都府出身。
- 現役時代のポジションはスタンドオフ(SO)、ウィング(WTB)[2]。
- 息子の航平もラグビー選手[3](元・トヨタ自動車)
- 2013年、扁桃腺がんの手術を経験した[4]。

## 略歴
中学まではバスケットをやっていて、高校からラグビーを始めた。
亀岡高校、琉球大学を経て、1987年、京都成章高等学校ラグビー部の監督に就任。
2021年、監督として第100回全国高等学校ラグビーフットボール大会準優勝を経験。
2023年1月5日に行われた第102回全国高等学校ラグビーフットボール大会準決勝東福岡戦を最後に監督を退任。総監督に就任。

2023年度より京都成章高校の校長に就任。